# 栗田永寿 (初代)
栗田 永寿（くりた えいじゅ、生没年不詳）は、戦国時代の信濃国・善光寺の別当、同栗田城主。通称・刑部大輔（諸説あり）。子に栗田鶴寿がおり、鶴寿の子息は二代・栗田永寿を名乗っている。

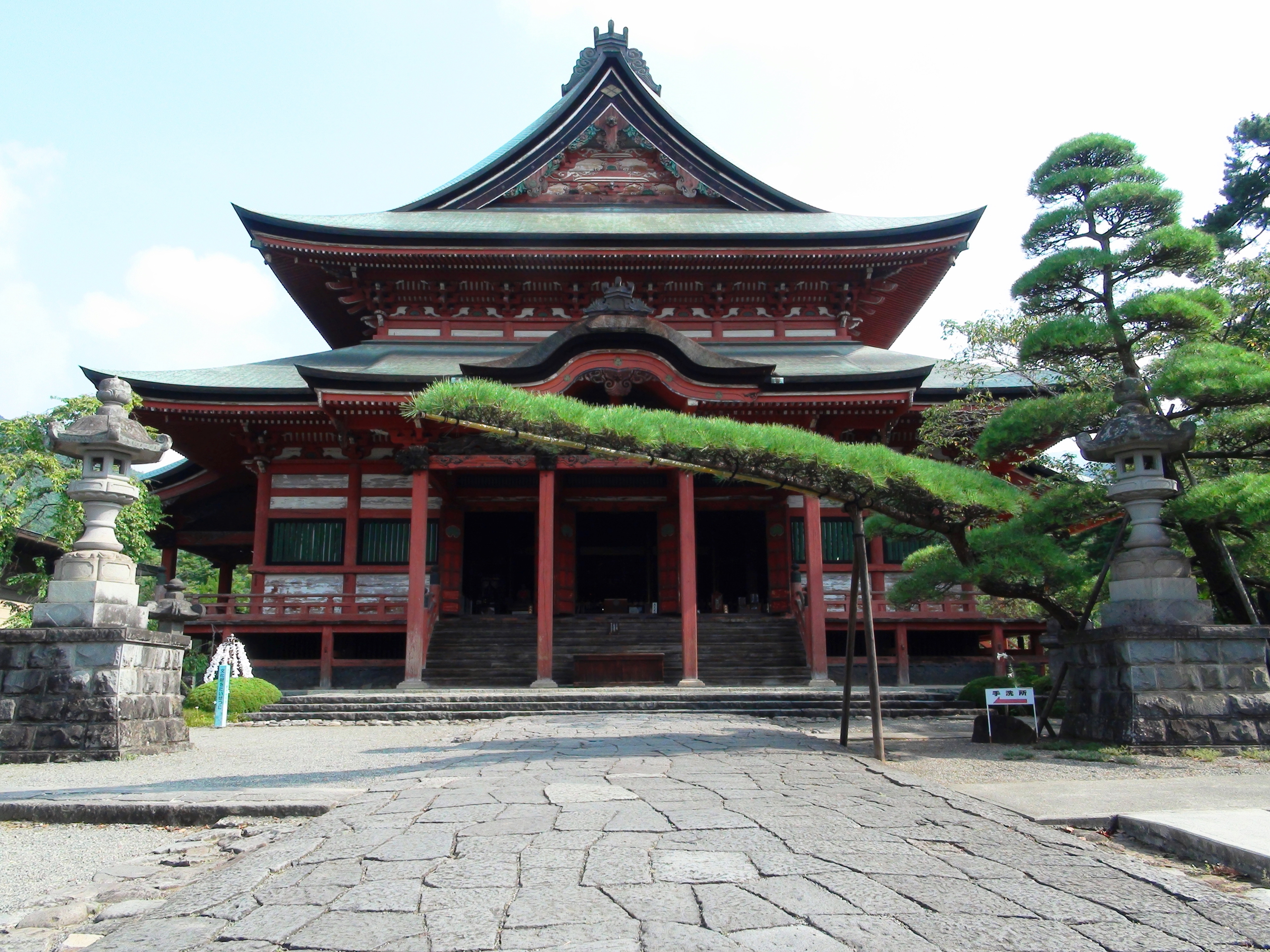
甲斐善光寺

栗田氏は村上為国の子息・寛覚を祖とする一族。室町時代には水内郡栗田に居住し、善光寺一帯を支配する「里栗田氏」の一族と、戸隠神社の別当を務める「山栗田氏」の一族に分立した。天文22年（1553年）に村上義清が甲斐国の武田信玄に敗れて、越後国の長尾景虎（上杉謙信）を頼って逃れると、永寿もこれに追従する。しかし弘治元年（1555年）調略に応じて武田方に寝返り、武田に属して軍役60騎の足軽大将となって旭山城に寄った。
永禄元年（1558年）に信玄が甲斐国板垣郷（山梨県甲府市善光寺）に甲斐善光寺を創建すると、永寿もこれに伴って本尊を奉じて板垣郷へ移住する。永禄11年（1568年）子の栗田鶴寿が甲斐善光寺を継いでいるので、隠居したものと思われる。
その後の動向は不明だが、水戸藩考彰館に伝わる栗田氏の系譜によると、慶長4年（1599年）に没したとされる。